# Henri Gourdon de Genouillac
Ne doit pas être confondu avec Henri Gourdon.
Henri Gourdon, dit Gourdon de Genouillac (né le 25 septembre 1826 à Paris et mort le 24 avril 1898 à Paris), est un historien, romancier et héraldiste français spécialiste de la noblesse française et de ses blasons.
Il a été éditeur scientifique du Journal des employés de Paris, du Journal héraldique, du Monde artiste (1862-1898) et du Passe-temps, journal littéraire, anecdotique.

## Biographie
Il est le fils de Léonard Germain Gourdon, chef de cuisine, et d'Esther Frédéric. 
Il se maria avec Eugénie Louise Françoise Lepesan.

## Œuvres
- Henri Gourdon de Genouillac, Dictionnaire des fiefs, seigneuries, châtellenies, etc: de l'ancienne France, Paris, E. Dentu, 1862
- Henri Gourdon de Genouillac, Recueil d'armoiries des maisons nobles de France, Paris, E. Dentu, 1860
- Henri Gourdon de Genouillac, L'Art héraldique, Paris, Quantin, 1860
- Henri Gourdon de Genouillac, Les Mystères du blason, de la noblesse et de la féodalité : curiosités, bizarreries et singularités, Paris, E. Dentu, 1868
- Henri Gourdon de Genouillac, Le Crime de 1804, Paris, E. Dentu, 1873, 346 pages.
- Henri Gourdon de Genouillac, Paris à travers les siècles : histoire nationale de Paris et des Parisiens depuis la fondation de Lutèce jusqu'à nos jours, Paris, F. Roy, 1879-1882, 5 vol. (sur archive.org)
- Henri Gourdon de Genouillac, Les Convulsionnaires de Paris, suivi de Les Compagnons de la Marjolaine, Paris, Capiomont aîné et Calvet, 1881 (vol. 1 et 2 sur Gallica)
- Henri Gourdon de Genouillac, L'Église et la Chasse, Paris, Jouaust, 1886, 136 pages.